# Kamennomostski
Kamennomostski (russisch Каменномо́стский; adygeisch Хьэджыкъ, Хьаджыкъо) ist eine Siedlung in der Republik Adygeja (Russland) mit 7213 Einwohnern (Stand 14. Oktober 2010).

## Geographie

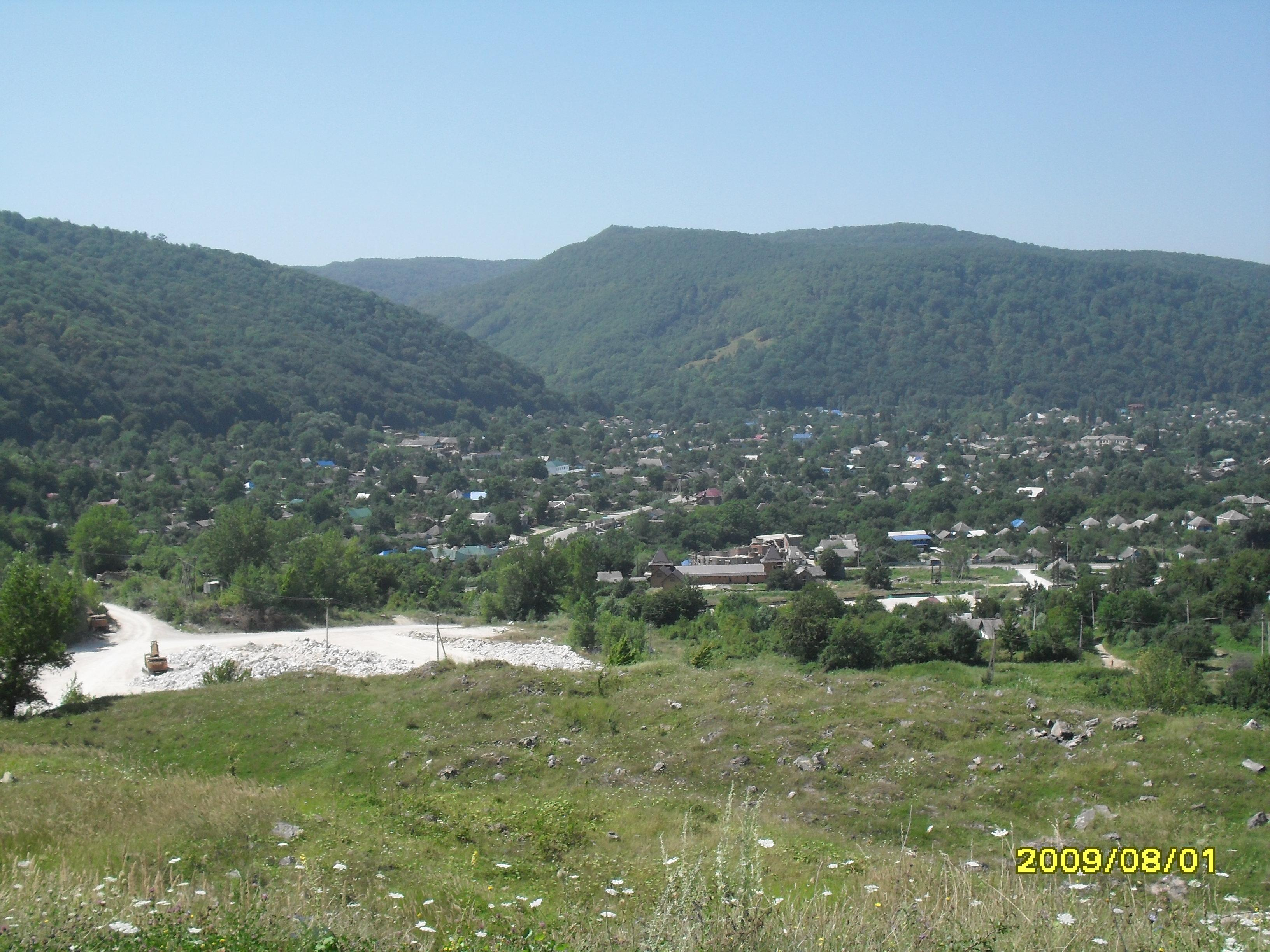
Blick auf Kamennomostski

Die Siedlung liegt etwa 35 km Luftlinie südlich der Republikhauptstadt Maikop zu beiden Seiten des Kuban-Nebenflusses Belaja im Bereich des Felsenkammes (Skalisty chrebet) am Nordrand des Großen Kaukasus, der südöstlich des Ortes Höhen von über 1000 m erreicht. 
Kamennomostski gehört zum Rajon Maikopski und befindet sich knapp 25 km südlich von dessen Verwaltungssitz Tulski. Es ist Sitz der Landgemeinde Kamennomostskoje selskoje posselenije, zu der außer der Kamennomostski noch die Siedlung Pobeda und der Weiler (chutor) Wessjoly gehören. Umgangssprachlich wird Kamennomostski oft auch als Chadschoch bezeichnet, eine russifizierte Variante des alten adygeischen Ortsnamens sowie Name der Bahnstation des Ortes.

## Geschichte
An Stelle des alten adygeischen Auls Chadschiko entstand während des Kaukasuskrieges  1817–1864 an einem strategisch wichtigen Punkt des Zugangs zum Tal der oberen Belaja im Jahre 1862 ein Kosaken-Verteidigungsposten, der 1864 zur Staniza Kamennomostskaja (von russisch kamenny most für ‚Steinerne Brücke‘) erhoben wurde. Von 1873 bis 1914 hatte der Ort den Status einer zur 8 km südlich gelegenen Staniza Dachowskaja Siedlung.
1948 erhielt Kamennomostskaja den Status einer Siedlung städtischen Typs, seit den 1960er-Jahren unter der heutigen Namensform. Seit 2011 ist es wieder ländliche Siedlung.

## Bevölkerungsentwicklung
| Jahr | Einwohner |
| ---- | --------- |
| 1959 | 9368      |
| 1970 | 9089      |
| 1979 | 8216      |
| 1989 | 8292      |
| 2002 | 7580      |
| 2010 | 7213      |

Anmerkung: Volkszählungsdaten

## Verkehr
In Kamennomostski befindet sich der Endpunkt einer ab Maikop 1931 verlängerten und 1970 elektrifizierten Eisenbahnstrecke von Beloretschensk (Stationsname Chadschoch, Streckenkilometer 64). Durch den Ort verläuft die Regionalstraße R254, die von Maikop über Tulski kommend weiter die Belaja aufwärts in den Kaukasus hinein über Dachowskaja bis zum kleinen Touristenort Guseripl führt.

## Söhne und Töchter des Ortes
- Olesja Alijewa (* 1977), Skirennläuferin